# إرين
إرين (بالإنجليزية: Erin, Tennessee)‏ هي مدينة تقع في مقاطعة هيوستن (تينيسي) بولاية تينيسي في وسط شرق الولايات المتحدة. تأسست عام 1780، تبلغ مساحة هذه المدينة 10.62 (كم²)، وترتفع عن سطح البحر 146 م، بلغ عدد سكانها 1324 نسمة في عام 2010 حسب إحصاء مكتب تعداد الولايات المتحدة وتصل الكثافة السكانية فيها 140.3 نسمة/كم2.

## وصلات خارجية
- ErinTennessee.com
- The US50 - Cities and Towns in Tennessee State